# Мар'янівська сільська рада (Хмільницький район)
| Мар'янівська сільська рада — колишній орган місцевого самоврядування у Хмільницькому районі Вінницької області з адміністративним центром у с. Мар'янівка. Сільській раді підпорядковані населені пункти: - с. Мар'янівка - с. Лісогірка - с. Володимирівка |

## Склад ради
Рада складалася з 14 депутатів та голови.

## Керівний склад сільської ради
| ПІБ                           | Основні відомості                                                 | Дата обрання | Дата звільнення |
| ----------------------------- | ----------------------------------------------------------------- | ------------ | --------------- |
| Благовісна Аделя Валентинівна | Сільський голова, 1954 року народження, освіта, позапартійна      | 26.03.2006   | 31.10.2010      |
| Благовісна Аделя Валентинівна | Сільський голова, 1954 року народження, освіта вища, позапартійна | 31.10.2010   |                 |

Примітка: таблиця складена за даними джерела